# Pistero socorrista
Los pisteros socorristas o socorristas pisteros son los profesionales encargados de la seguridad integral de un centro de deportes invernales. Sus actividades incluyen tareas como seguridad proactiva y reactiva, socorrismo, control de avalanchas, diseño y trazado de pistas. Los equipos de pisteros socorristas componen los Servicios de Pistas de las estaciones de esquí. También se les llama coloquialmente patrulla de esquí.
La profesión se encuentra regulada en Argentina, habiendo surgido iniciativas para estandarizaciones similares en otros países.

## En Argentina
Esta titulación es en Argentina una carrera oficial terciaria de 3 niveles. Desde 1997 la capacitación de pisteros socorristas en Argentina está a cargo de la Escuela Argentina de Seguridad de Pista (EASP) y actualmente lo hace a través del Instituto Superior de Esquí y Snowboard (ISES). La titulación mínima e indispensable para ejercer la profesión es la de Pistero Socorrista de Primer Grado. El desarrollo de la profesión en Argentina se hizo utilizando como modelo el sistema y el contenido francés.
Además de los 3 niveles de pistero socorrista existen titulaciones anexas y complementarias en la profesión, como ser la de artificiero (desencadenamiento artificial de avalanchas), guía de perros de avalancha y observador nivo-meteorológico (estudios del manto níveo).